# Stefano Brancaccio
Stefano Brancaccio (Napoli, 18 gennaio 1618 – Viterbo, 8 settembre 1682) è stato un cardinale e arcivescovo cattolico italiano.

## Biografia

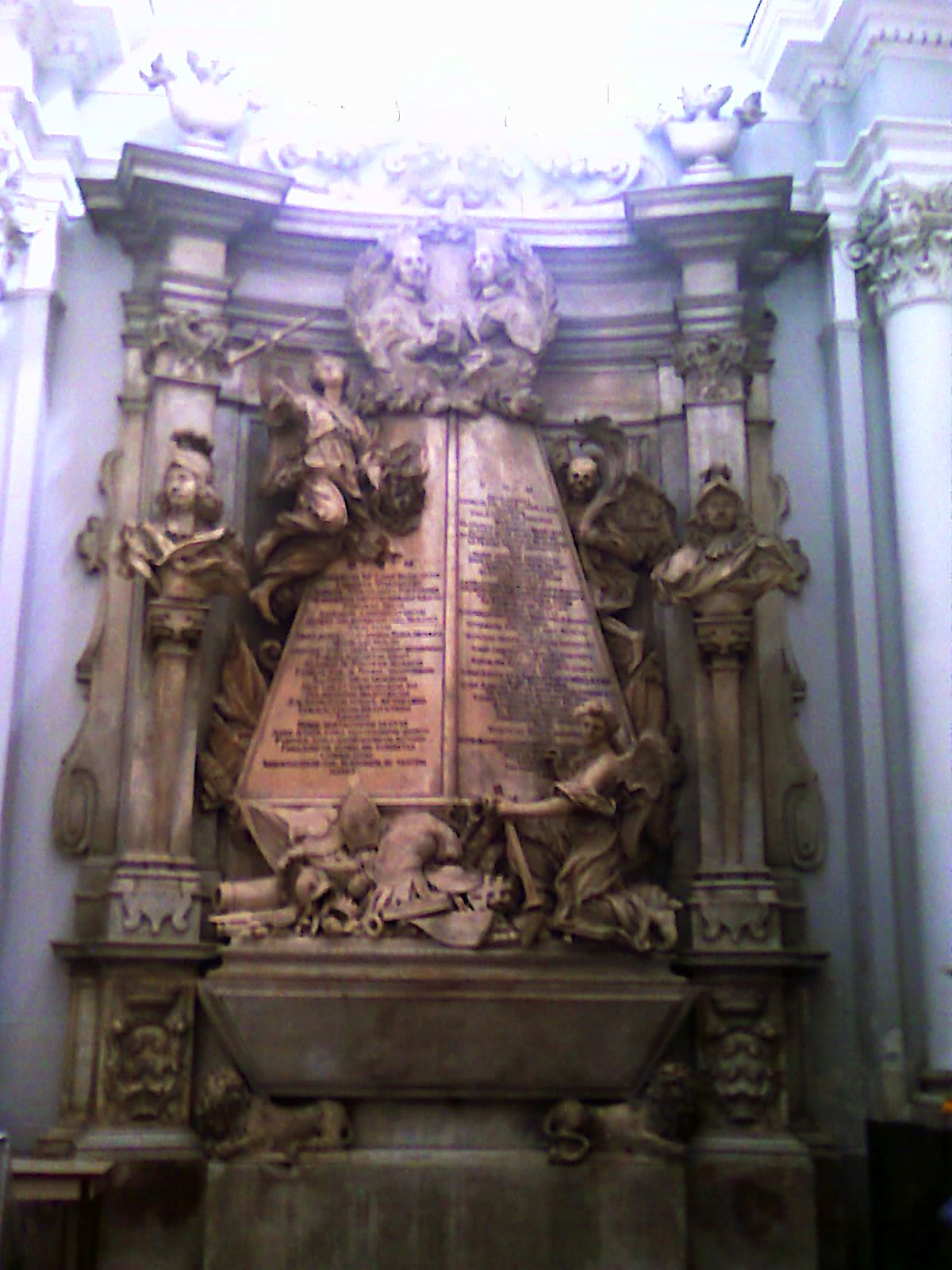
Sepoltura del cardinale

Nacque a Napoli nel 1618, nella nobile famiglia Brancaccio. Il padre Carlo, figlio maggiore di Muzio e Zenobia di Costanzo, ottenne il titolo di duca di Pontelandolfo nel 1644. La madre Marianna era di origine spagnola, in quanto figlia di Stefano de Pisa Ossorio, castellano di Bari e della consorte di questi, Anna Valcarcel. 
Dal lato paterno Stefano era il nipote del cardinale Francesco Maria Brancaccio (quest'ultimo era infatti un fratello minore del padre). 
Papa Innocenzo XI lo elevò al rango di cardinale nel concistoro del 1º settembre 1681.
Morì l'8 settembre 1682 all'età di 64 anni. Assieme allo zio Francesco Maria, Stefano è ritenuto il fondatore della Biblioteca Brancacciana di Napoli. Stefano nominò quali esecutori delle proprie volontà testamentarie i suoi fratelli Emanuele (1624-1688), vescovo di Ariano dal 1667 al 1688 e Giovanni Battista (1626-?), militare e commendatore dell'Ordine di Malta, i quali curarono la sistemazione della biblioteca nel palazzo attiguo alla chiesa di Sant'Angelo a Nilo. La biblioteca venne inaugurata nel 1690 e aperta al pubblico nel 1691.

## Genealogia episcopale
La genealogia episcopale è:
- Cardinale Guillaume d'Estouteville, O.S.B.Clun.
- Papa Sisto IV
- Papa Giulio II
- Cardinale Raffaele Sansone Riario
- Papa Leone X
- Papa Paolo III
- Cardinale Francesco Pisani
- Cardinale Alfonso Gesualdo di Conza
- Papa Clemente VIII
- Cardinale Pietro Aldobrandini
- Cardinale Laudivio Zacchia
- Cardinale Antonio Barberini, O.F.M.Cap.
- Cardinale Girolamo Colonna
- Cardinale Francesco Barberini
- Cardinale Stefano Brancaccio